# Renmark
Renmark è una città dell'Australia Meridionale (Australia); essa si trova 250 chilometri a nord-est di Adelaide ed è la sede della Municipalità di Renmark Paringa. Al censimento del 2006 contava 4.339 abitanti.
Qua è nata la cestista Pat Mickan.